# 埃尼内勒
埃尼内勒（法語：Héninel，法語發音：[eninɛl]）是法国上法蘭西大區加来海峡省的一个市镇，属于阿拉斯区。

## 地理
埃尼内勒（50°14'17"N, 2°51'49"E）面积5.32 平方千米，位于法国上法蘭西大區加来海峡省，该省份为法国北部沿海省份，西北濒北海，南至索姆省，东临北部省。
与埃尼内勒接壤的市镇（或旧市镇、城区）包括：旺库尔、科热勒河畔圣马丹、谢里西、克鲁瓦西耶、方丹莱克鲁瓦西耶、盖马普。

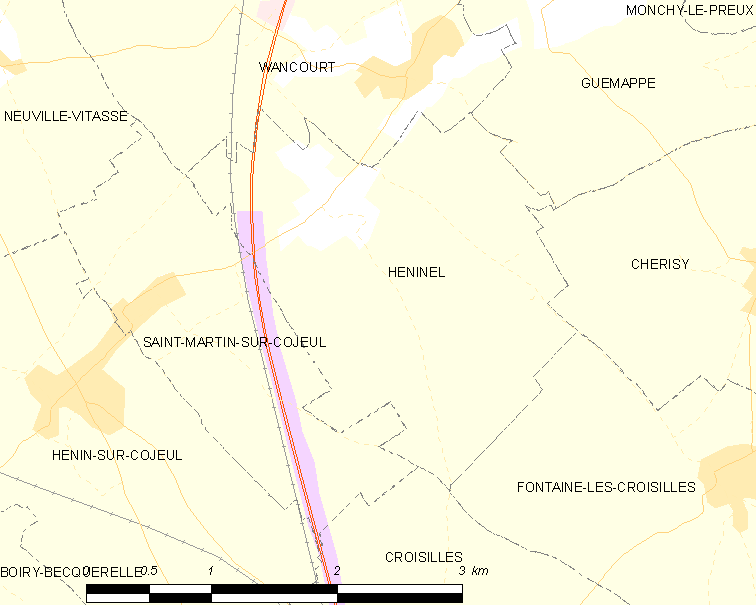
埃尼内勒的OSM定位图

埃尼内勒的时区为UTC+01:00、UTC+02:00（夏令时）。

## 行政
埃尼内勒的邮政编码为62128，INSEE市镇编码为62426。

## 政治
埃尼内勒所属的省级选区为阿拉斯第三县。

## 人口

1962-2008年间埃尼内勒人口变化图示

埃尼内勒于2022年1月1日时的人口数量为188人。